# Pietro Maria Fragnelli

Wappen von Pietro Maria Fragnelli

Pietro Maria Fragnelli (* 9. März 1952 in Crispiano, Provinz Tarent, Italien) ist Bischof von Trapani.

## Leben
Pietro Maria Fragnelli empfing am 26. Juni 1977 das Sakrament der Priesterweihe.
Am 14. Februar 2003 ernannte ihn Papst Johannes Paul II. zum Bischof von Castellaneta. Der Kardinalvikar des Bistums Rom, Camillo Kardinal Ruini, spendete ihm am 29. März desselben Jahres die Bischofsweihe; Mitkonsekratoren waren der Erzbischof in von Tarent, Benigno Luigi Papa OFMCap, und der emeritierte Bischof von Castellaneta, Martino Scarafile.
Er war Prior der Komturei Castellaneta des Ritterordens vom Heiligen Grab zu Jerusalem.
Papst Franziskus ernannte ihn am 24. September 2013 zum Bischof von Trapani. Die Amtseinführung fand am 3. November desselben Jahres statt.